# Condado de Vastameroli
Título nobiliario español concedido por el Rey Felipe IV, en Italia, el 4 de octubre de 1623, al Excmo. Sr. D. Francisco de Tapia y Leyva, Ricchia y Carraja, Caballero de Santiago y II Marqués de Belmonte.

Ostenta el título desde 1983 el Ilmo. Sr. D. León Manuel Lizarriturri y Quijano (León Vastameroli).

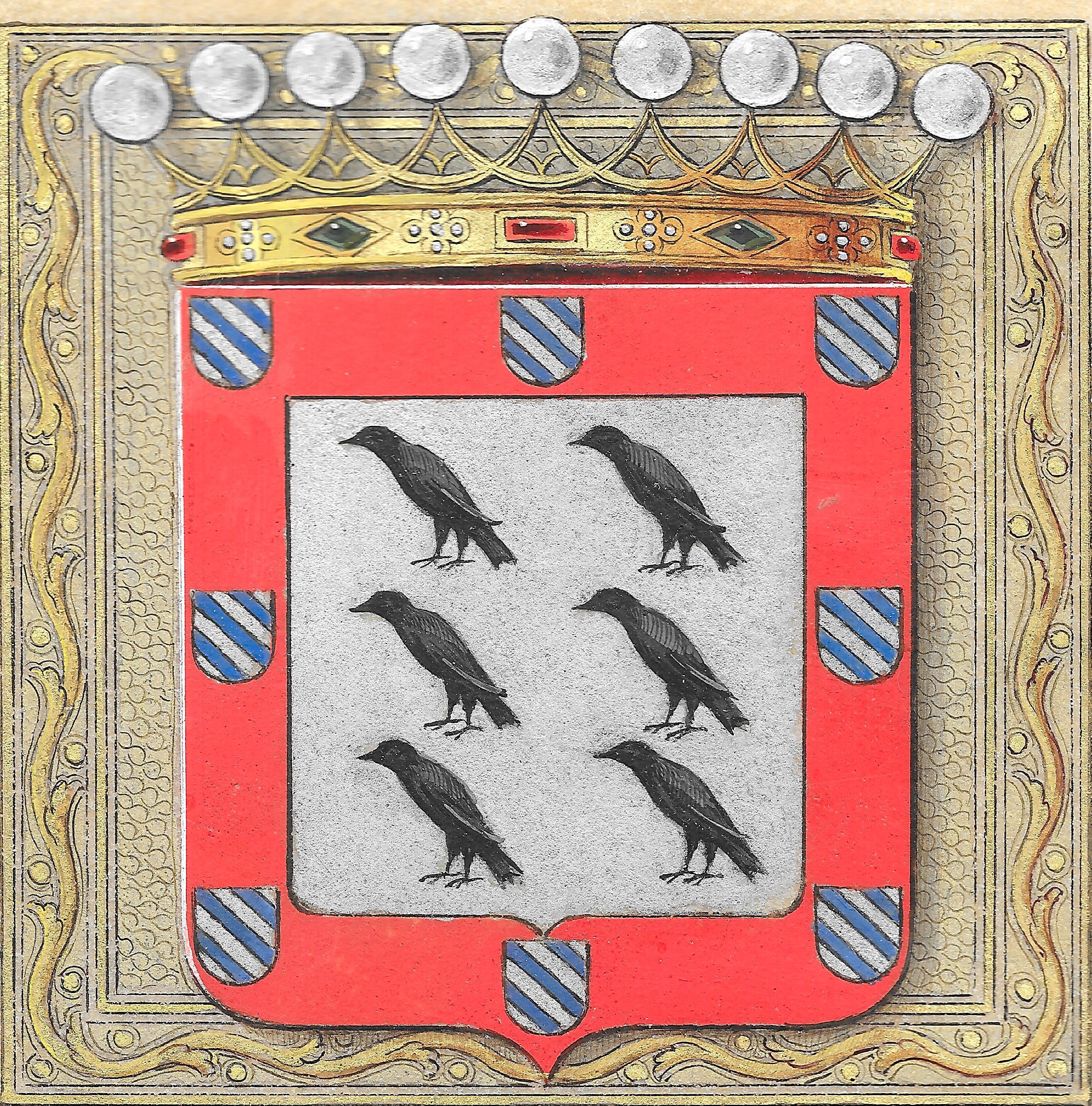
Escudo de armas del Condado de Vastameroli

## Condes de Vastameroli
|                                 | Titular                            | Periodo                |
| Creación por Felipe IV          | Creación por Felipe IV             | Creación por Felipe IV |
| ------------------------------- | ---------------------------------- | ---------------------- |
| I                               | Francisco de Tapia y Leyva         | 1623-?                 |
| Rehabilitación por Alfonso XIII |                                    |                        |
| II                              | Román Lizarriturri Martínez        | 1930-1946              |
| III                             | Román Lizarriturri Travesedo       | 1946-1982              |
| IV                              | León Manuel Lizarriturri y Quijano | 1983-Actualidad        |

## Historia

### Concesión del Título
El rey Felipe IV por Real Célula de 4 de octubre de 1623 otorgó el título de Conde de Vastameroli al Excmo. Sr. D. Francisco de Tapia y Leiva, Caballero de Santiago, II Marqués de Belmonte, hijo de Carlos de Tapia, I Marqués de Belmonte, y de Mariana de Leiva y Carafa, de la casa del Príncipe de Ascoli.
Francisco de Tapia y Leyva, I Conde de Vastameroli, nació a finales del siglo XVI. Fue hijo del Excmo. Sr. D. Carlos de Tapia, Marqués de Belmonte, y de la Excma. Sra. Dª Mariana de Leyva, hija de D. Juan de Leyva que lo era de D. Luis, primogénito del famoso Capitán Antonio de Leyva, primer Príncipe de Asculi, Marqués de Atela y Conde de Monza.
Se casó con Dª Francisca de Vargas Manrique, hija mayor de D. Fadrique (ilustre caballero madrileño, que después fue Marqués de San Vicente del Vado) y su primera esposa, Dª María de Ávila y Bracamonte.
El I Conde de Vastameroli recibió una educación esmerada y tuvo mucho gusto y disposición por la poesía.

### Rehabilitación del Condado
El Condado fue rehabilitado el 16 de diciembre de 1930 por el Rey Alfonso XIII a favor de Don Román de Lizarriturri y Martínez Echarri y Bidarte, nieto del empresario Juan Lizarriturry Ondícola, cofundador de Lizarriturry y Rezola, industria fabricante del famoso "Jabón Lagarto", jabón que se hizo muy popular en España durante el siglo XX al punto de convertirse en sinónimo de jabón doméstico por excelencia.

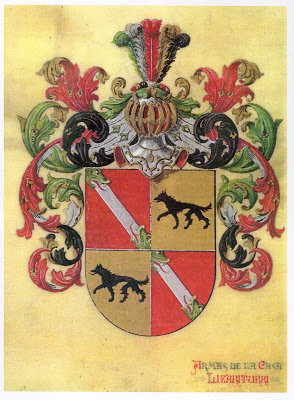
Escudo de armas de la familia Lizarriturri

El Ilmo. Sr. D. Román de Lizarriturri y Martínez, II Conde de Vastameroli, fue bautizado en la Parroquia de Santa María de San Sebastián, el 30 de mayo de 1886 . Contrajo matrimonio en Madrid el 11 de mayo de 1916, con la Ilma. Sra. Dª María Teresa de Travesedo y Silvela, natural de Madrid (hija del Excmo. Sr. D. Eduardo de Travesedo y Fernández-Casariego, Conde de Maluque, Ingeniero Agrónomo, Caballero Gran Cruz del Mérito Agrícola y de Alfonso XII, Caballero de la Legión de Honor de Francia, y Gentilhombre de Cámara de su Majestad y de Isabel Silvela y Casado, naturales ambos de Madrid, nieta paterna del Excmo. Sr. D. Juan de Travesedo y Canet, Conde de Maluque, Caballero Gran Cruz de Isabel la Católica y Caballero del Real Cuerpo Colegiado de Hijosdalgo de Madrid, y de Fernández-Casariego y Méndez Piedra, Marquesa de Casariego, Vizcondesa de Tapia, naturales de Madrid, y nieta materna del Excmo. Sr. D. Manuel Silvela y de la Vielleuze, Caballero del Collar de Carlos III y de la Asamblea Suprema de la misma Orden, Caballero Gran Cruz del Mérito Naval, Gentilhombre de Cámara de S.M. con ejercicio, Embajador de S.M. y Ministro de la Corona, y Dª Faustina Casado y Posadillo, Dama Noble de Damas Nobles de la Reina María Luisa, natural el primero de Paris y la segunda de Madrid).
De ese matrimonio, nacieron estos dos hijos:
1° .- Román de Lizarriturri y Travesedo, bautizado en la Parroquia del Buen Pastor de San Sebastián el 2 de febrero de 1917, sucesor en el Condado de Vastameroli.
2° .- María Teresa de Lizarriturri y Travesedo, bautizada en la Parroquia de San Vicente, de la misma ciudad, el 30 de marzo de 1919 .

El Ilmo. Sr. D. Román de Lizarriturri y Travesedo, III Conde de Vastameroli, se casó con la Ilma. Sra Dª María del Carmen Quijano y Otero, Condesa de Forjas de Buelna, y tuvieron 5 hijos: Román († 04-08-1975), María del Carmen (Condesa de Forjas de Buelna), María del Pilar, León Manuel (IV Conde de Vastameroli) y María de la Paloma.

## Actuales Condes de Vastameroli

### León Vastameroli y Beatriz de Lacalle Rubio
En 1983, pasa a ostentarlo el Ilmo. Sr. D. León Manuel Lizarriturri y Quijano, IV y actual Conde de Vastameroli, tras el fallecimiento de su padre.
Se casó en Madrid, en junio de 1989 con la Ilma. Sra. Dª Beatriz de Lacalle Rubio, Condesa de Vastameroli, pintora profesional, hija del Ilmo. Sr. D. Guzmán de Lacalle Leloup († 14-07-2016), Comandante Honorífico de Infantería de Marina y de la Ilma. Sra. Dª Asunción Rubio Morales († 23-04-2016), y sobrina del Teniente General Álvaro de Lacalle Leloup, († 01-09-2004), prestigioso militar que ostentó los cargos de Presidente de la Junta de Jefes de Estado Mayor, Capitán General de la Séptima Región Militar con sede en Valladolid, Secretario General de Asuntos Económicos de la Defensa, Presidente del Patronato de la Catedral de la Almudena, y se le concedieron Grandes Cruces del Mérito Militar, del Mérito Naval, de San Hermenegildo, de Isabel la Católica y del Mérito Civil.

### Descendencia de los actuales Condes de Vastameroli
- Ilma. Sra. Dª Beatriz Lizarriturri de Lacalle (1990)
- María Lizarriturri de Lacalle (1992)
- Blanca Lizarriturri de Lacalle (1993)
- Carmen Lizarriturri de Lacalle (1998)
- Teresa Lizarriturri de Lacalle (1999)